# 卢卡·弗巴托
卢卡·弗巴托（義大利語：Luca Furbatto，1972年5月11日—）是一名意大利一级方程式赛车工程师。他目前是阿斯顿·马丁F1车队的工程总监。

## 生平
弗巴托在意大利都灵理工大学和英国利兹大学机械工程专业毕业后，在泰瑞爾車隊工作，担任性能工程师。车队后来更名为英美車隊。2000年，弗巴托前往丰田车队工作。
2001年，弗巴托转投麥拉倫車隊，担任材料主管，并致力于帮助赛车获胜的机械的开发。他被提升为项目经理，在帕迪·洛维的领导下，弗巴托在2010年和2011年迈凯轮赛车的设计中发挥了关键作用。2011年底，弗巴托离开迈凯伦车队，前往紅牛第二車隊。
弗巴托在红牛二队担任首席设计师，一直工作了三年。在回到迈凯轮车队短暂工作了一段时间后，弗巴托去了马诺车队担任首席设计师。弗巴托在2015年车队改组时加入车队，并负责2016年赛车的设计。这一年车队的表现有所进步，但不幸的是，资金问题继续困扰着马诺车队，车队在2017赛季开始前破产。
2017年6月，弗巴托加入索伯车队，并担任首席设计师。后来，车队更名为愛快·羅密歐車隊。
2022年年初，弗巴托进入阿斯顿·马丁车队，成为车队新任工程总监。